# Excel, Alabama
Excel là một thị trấn thuộc quận Monroe, tiểu bang Alabama, Hoa Kỳ. Dân số năm 2009 là 602 người, mật độ đạt 141 người/km².